# Melese cruenta
Melese cruenta är en fjärilsart som beskrevs av Jan Sepp 1852. Melese cruenta ingår i släktet Melese och familjen björnspinnare. Inga underarter finns listade i Catalogue of Life.